# Каракас
 Тази статия е за града във Венецуела.  За острова вижте Каракас (остров).  
Карака̀с (по-правилно произношение е Кара̀кас) (на испански: Caracas, [kaˈɾakas]) е столицата на Венецуела.
Разположен е в северната част на страната, в тясна планинска долина с надморска височина около 800 m. Тя е отделена от близкото Карибско море с висока над 2000 m планинска верига.
Градът е основан през 1567 г. от Диего де Лосада под името Сантяго де Леон де Каракас. Историческият център на Каракас, известен като департамент Либертадор, има население около 1,9 млн. души, а градската агломерация – около 5,1 млн. души (2004).

## География
Каракас е разположен в подножието на Авила (планинска верига) на 920 m надморска височина в долината на река Гуаире. Градът се намира по крайбрежието на Карибско море.
Населението на града е 5 млн. души, състои се от потомци на испанци, италианци, местни индианци, чернокожи, креоли и метиси.

## История
За рождена дата на Каракас се счита 1567 г., когато на мястото на индианско селище испанските колонизатори изграждат укрепен пункт, наречен първоначално Сантяго де Леон де Каракас. Селището става резиденция на испански губернатор през 1577 г.
Когато Венецуела става самостоятелна държава (1830), за столица на държавата е обявен Каракас.

## Архитектура и градска среда
Каракас е разположен амфитеатрално. В центъра са разположени многоетажни сгради, нови булеварди, транспортната мрежа е осъвременена чрез естакади, подлези и надлези.
В центъра на града се намира паметникът на националния герой Симон Боливар. Разположени са най-важните правителствени сгради – „Жълтият дом“ (Министерство на вътрешните работи), дворецът „Мира Флорес“ (резиденция на президента на републиката), Дворецът на правосъдието, Капитолият (Националният конгрес). В непосредствена близост са Пантеонът, Националната библиотека, Музеят за изящни изкуства, Националният музей и музеят „Боливар“.
Характерна черта на Каракас са ярко оцветените многоетажни сгради и архитектурни ансамбли, изградени в модерни линии. Сред тях се откроява ансамбълът „Силенсио“, изграден в началото на едноименния булевард.

## Икономика и инфраструктура
Столицата е политически, икономически, транспортен, културен и просветен център. Двойна електрическа жп линия го свързва с пристанището Ла Гуйара (предградие на Каракас). От града започва и автомагистралата, която свързва страната с Латинска Америка. Пристанището може да приема кораби с най-голям тонаж. Неговите кейове непрекъснато се удължават, изграждат се нови складове и хладилни помещения, доставят се модерни съоръжения за товаро-разтоварни работи, строят се нефтохранилища.
В Каракас са изградени предприятия на хранителната, текстилната, кожаро-обувната, каучуковата, хартиената и циментовата промишленост, химическата промишленост, което се обяснява с богатите залежи от нефт.
На 32 km от града е изградено международното летище „Симон Боливар“, чрез което се поддържа редовна връзка с другите държави от американския континент, с Африка и Европа.

## Обществени институции
В Каракас се намират резиденцията на президента на страната, правителствените учреждения, централните органи на политическите партии и организации, на върховния съд и главната прокуратура.
Най-голямото учебно заведение в Каракас е Венецуелският централен университет, открит през 1721 г., най-старият университет във Венецуаела и първият в цяла Латинска Америка. Сред висшите учебни заведения в Каракас днес са още Университетът „Симон Боливар“, Военната академия на Венецуела, Университетът „Александър фон Хумболт“, Боливарският университет на Венецуела, Католическият университет „Андрес Бело“, Университетът „Хосе Мария Варгас“, Университета Монтеавиля, Националният експериментален университет „Симон Родригес“, Университетът „Нова Спарта“, Свободният педагогически експериментален университет и Университетът „Св. Мария“. В града има и няколко международни висши училища.
Сред множеството театри видно място заема Националният театър, създаден в края на 17 век. В Каракас има много болници и лечебни центрове.

## Известни личности
- Родени в Каракас
  - Хуан Алфонсо Баптиста (р. 1976), актьор
  - Норкис Батиста (р. 1977), актриса
  - Симон Боливар (1783 – 1830), революционер
  - Ромуло Галегос (1884 – 1969), писател и политик
  - Мария Корина Мачадо (р. 1967), политик
  - Франсиско де Миранда (1750 – 1816), революционер
  - Скарлет Ортис (р. 1974), актриса
  - Алехандро Сичеро (р. 1977), футболист
  - Леле Понс (р.1996), певица и интернет-знаменитост
- Починали в Каракас
  - Ромуло Галегос (1884 – 1969), писател и политик
  - Уго Чавес (1954 – 2013), политик

## Побратимени градове
- Адехе, Испания
- Гуадалахара, Мексико
- Дубай, ОАЕ.
- Лас Палмас де Гран Канария, Испания
- Санта Крус де Тенерифе, Испания
- Сан Франциско, Калифорния, САЩ
- Хавана, Куба